# Kateřina Englichová
Kateřina Englichová (* 13. června 1969 Praha) je významná česká harfistka, manželka diplomata Václava Bartušky.

## Život
Hru na harfu vystudovala na Pražské konzervatoři u Libuše Váchalové během let 1983–1989. V letech 1989 až 1994 získala Fulbrightovo stipendium v USA, které jí umožnilo dále studovat na prestižní hudební škole The Curtis Institut of Music ve Filadelfii u Marilyn Costellové (1925–1998). Dále také absolvovala řadu mistrovských kurzů, např. u Marielle Nordmannové, Helgy Storckové či Judy Lomanové. Její interpretační umění bylo oceněno v řadě soutěží. Vystupuje jako sólistka s mnoha našimi i zahraničními komorními a symfonickými orchestry. V roce 1998 debutovala jakožto sólistka v newyorské Carnegie Hall.

### Komorní a symfonické orchestry
- Philadelphia Orchestra
- Concerto Soloists of Philadeplphia
- Komorní orchestr San Francisco
- City Chamber orchestra of Hong-Kong
- Pražská komorní filharmonie
- Sukův komorní orchestr
- Virtuosi do Praga
- Pražský komorní orchestr
- Filharmonie Brno
- Moravská filharmonie Olomouc

## Spolupracující komorní hráči
Často spolupracuje (nebo spolupracovala) jako komorní hráčka s těmito interprety:
- Josef Suk mladší
- Pavel Šporcl
- Jan Machat
- Žofie Vokálková
- Robert Stallman
- Eugénie Zukermanová
- Jitka Hosprová
- Vilém Veverka

## Komorní uskupení
- Pražákovo kvarteto
- Kubínovo kvarteto
- kvarteto Martinů
- České noneto
- Barocco sempre giovane
- Bohemia Luxembourg Trio

## Diskografie
1. 1992 B. Britten – Ilana Davidson San-ky Kim K.Englichová Bonton
2. 1992 World Famous Masterpieces Lupulus
3. 1993 Guitar Concertos Brabec Englichová Supraphon
4. 1994 Ned Rorem Eleven studies New World Records
5. 1995 Meditation Discover Koch Int.
6. 1995 Englichová Machat Béranger – Ravel Debussy Panton
7. 1995 Albert Roussell Praga Digitalis
8. 1996 Zlaté struny Suk Lotos
9. 1996 Přítomnost 1. Česká hudba 20. století GZ
10. 1996 3.Tucson – Ravel Saint-Saens, Suk Englichová AFCMT
11. 1997 Magic of Barogue GZ
12. 1997 Tolerance Ivanovič, Klemens Triga
13. 1998 Přítomnost 2. Česká hudba 20. století GZ
14. 1999 Petr Eben – Music for Harp Nibiru
15. 2000 Roessler Rossetti – Harp sonatas Supraphon
16. 2000 Christmas in Prague Lupulus
17. 2000 Florent Schmitt Praga Digitalis
18. 2001 Flahar Brusegan
19. 2002 Rhapsody – Hosprová Englichová ArcoDiva
20. 2002 Granados – Brabec Englichová Supraphon
21. 2002 Kouzelné Vánoce – Bílá, Gott, Šporcl Englichová Supraphon
22. 2002 Duetin' – Machat Englichová Exton
23. 2003 10. Tucson – Gemrot Martinů Bodorová AFCMT
24. 2004 Mozart – Stallmann Englichová ArcoDiva
25. 2005 J.F. Fischer – Suk.orch. Englichová,Boušková,Machat Triga
26. 2005 Liriche – Karolina Berková – Bubleová ESOX
27. 2006 Feld Kalabis Lukáš ArcoDiva
28. 2006 Tucson – Jenifer Foster, Englichová AFCMT
29. 2006 Slzy a úsměvy – Margita Englichová ArcoDiva
30. 2006 Modinha – Brabec, Beňačková, Englichová Multisonic
31. 2006 Slovak Songs – Beňačková Englichová ArcoDiva
32. 2007 Englichová Jans Martinů Q. ArcoDiva
33. 2009 Risonanza – Veverka Kahánek Englichová Supraphon
34. 2009 Fire Dance Wihan Q. Englichová ArcoDiva
35. 2009 Jindřich Feld Chamber Music ArcoDiva
36. 2009 JA RA LAJ – Margita Englichová Hosprová ArcoDiva
37. 2010 Miror Reflections – Nouzovský Englichová Cube Metier
38. 2010 Dialogues – Bárta Schola Gregoriana Englichová Supraphon
39. 2012 Chanson Dans la Nuit – Hosprová Englichová Supraphon
40. 2014 Cosi fan Flauti – Stallmann Englichová Bogner's Café
41. 2014 One Music Jakub Zahradník Pagat Ultimo
42. 2015 Musica per Harpa Supraphon